# Dicranophoroides caudatus
Dicranophoroides caudatus är en hjuldjursart som först beskrevs av Ehrenberg 1834.  Dicranophoroides caudatus ingår i släktet Dicranophoroides och familjen Dicranophoridae. Inga underarter finns listade i Catalogue of Life.